# Успенская церковь на Ильинской горе
Церковь Успения Божией Матери — православный храм в Нижнем Новгороде; входит в состав Центрального Архиерейского подворья наряду с Вознесенским и Сергиевским храмами. Является единственным в истории каменного зодчества храмовым зданием XVII века с покрытием главного объёма в виде «крещатой бочки в четыре лица». Объект культурного наследия федерального значения.

## История
На месте каменного Успенского храма ранее находился монастырь, упоминаемый в грамоте царя Василия Ивановича Шуйского в 1606 году. В монастыре была деревянная церковь в честь Успения Божией Матери, но в сотной грамоте 1621 года церковь упоминается как приходская.
Каменный Успенский храм был построен купцом Афанасием Фирсовичем Олисовым. Строительство было завершено в 1672 году.
В 1715 году церковь пострадала от пожара и была восстановлена. В дальнейшем (в конце XVIII — начале XIX веков) её здание неоднократно перестраивалось, постепенно утрачивая первоначальный облик. Бочки основного объёма были закрыты треугольными фронтонами с углами, зашитыми кровельным железом. Была расширена трапезная, её своды заменены деревянными перекрытиями, которые поддерживались столбами-колоннами. В 1850-е годы по проекту архитектора А. Е. Турмышева была возведена новая многоярусная колокольня в псевдовизантийском стиле. В 1899 году перестроен и расширен алтарь.
В 1934 году Успенский храм был предан поруганию, трапезная и колокольня были уничтожены. Изначально его планировалось взорвать в связи со строительством нового жилого квартала, однако благодаря вмешательству архитектора В. В. Воронкова этого чудом удалось избежать:

Мне позвонил Святослав Леонидович Агафонов и с большой тревогой сообщил: Успенскую церковь, попадающую в зону строительства, уникальный памятник архитектуры, решили взорвать. Церковь необходимо спасти, считал Агафонов. Но на его обращение к руководству города и области не отреагировали. Юрий Николаевич Бубнов, тогда главный архитектор Горького, признал: в силу своего подчинённого положения он не может открыто выступить против решения первого секретаря обкома. И попросил меня как руководителя областной творческой организации Союза архитекторов СССР попытаться не допустить взрыва храма. <…>
До взрыва осталось совсем мало времени. И я отправил отчаянную телеграмму-«молнию» министру культуры СССР Екатерине Алексеевне Фурцевой. О своём служебном благополучии я, конечно, не думал. Много позже, уже будучи главным архитектором Горького, узнал, что взрыв намечали на раннее утро следующего дня. А накануне, поздно вечером, поступила команда: остановить работы!
— Вадим Воронков
Первоначальный вид основной части Успенской церкви был восстановлен только при реставрационных работах 1965—1967 годов, хотя проект руководителя работ Святослава Агафонова предусматривал также реконструкцию трапезной и колокольни. В 2003 году совершён чин великого освящения Престола.

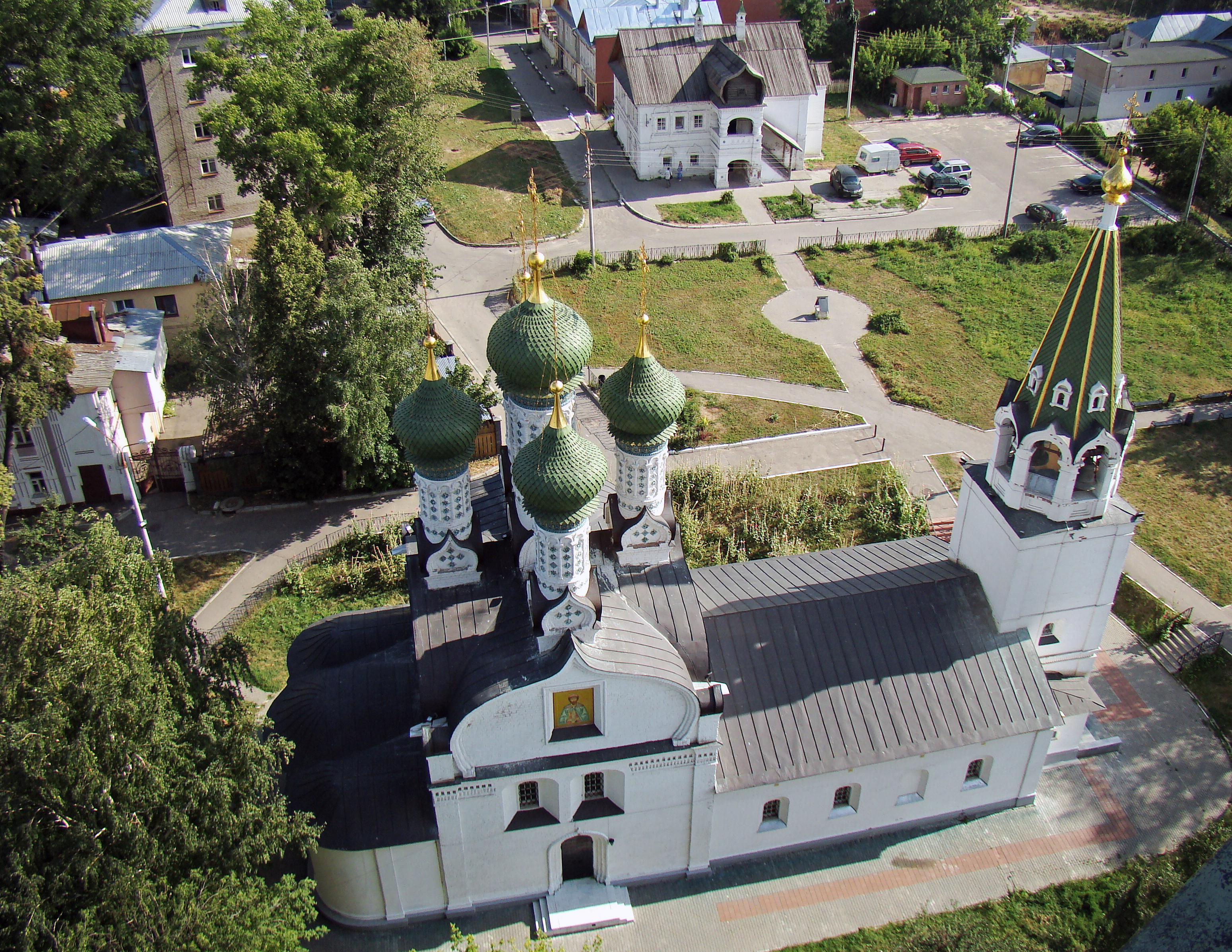
Вид сверху

Церковь отреставрирована в 2004 году в рамках проекта «Ильинская слобода», став первым воссозданным храмом в этом проекте. Были восстановлены трапезная и колокольня. 15 марта 2004 года бригада иконописцев под руководством А. В. Анциферова начала работы по росписи храма, а также реставрации алтаря и выполнению иконостаса. 12 июня были освящены колокола и кресты, масса самого большого колокола — 1600 кг. 28 июля церковь включена в состав архиерейского подворья.
29 июля 2004 года епископ Нижегородский и Арзамасский Георгий совершил Великий чин освящения храма. В декабре 2005 года перед храмом впервые была установлена рождественская ёлка.
14 октября 2011 года состоялось освящение четырёх мозаичных икон Спаса Нерукотворного, святого благоверного князя Георгия Всеволодовича, преподобного Сергия Радонежского и Архистратига Михаила. Иконы изготовлены в иконописной мастерской «Ковчег». Работа над каждым образом заняла около двух месяцев; все четыре образа были размещены на внешней стороне стены Успенской церкви.

## Духовенство
- Настоятель храма — иерей Алексий Корехов[12]

## Святыни
- Частицы мощей вмч. Варвары, свт. Филарета, митрополита Московского, свт. Иннокентия Московского[1].
- Список с чудотворной иконы Божией Матери «Неупиваемая Чаша»[1]. Подарена Серпуховским монастырём в августе 2004 года[13].
- Иконы «Господь Вседержитель», «Святой Георгий Победоносец»[1].

## Настоятели
- иерей Алексий Горин (? — 27 июля 2004[14])
- иерей Игорь Дудин (24 января 2005 года[15] — 1 июля 2005[16])
- игумен Василий (Данилов) (с 1 июля 2005 года[17] — 4 октября 2012 года[18])
- иерей Алексий Корехов (30 августа 2017 года)